# Chilling Adventures of Sabrina/Episodenliste
Diese Episodenliste enthält alle Episoden der US-amerikanischen Horrorserie Chilling Adventures of Sabrina, sortiert nach der US-amerikanischen Erstveröffentlichung. Die Fernsehserie umfasst zwei Staffeln mit 36 Episoden.

## Übersicht
| Staffel | Teil | Episodenanzahl | Erstveröffentlichung USA | Deutschsprachige Erstveröffentlichung |
| ------- | ---- | -------------- | ------------------------ | ------------------------------------- |
| 1       | 1    | 10             | 26. Oktober 2018         | 26. Oktober 2018                      |
| 1       | 1    | 1              | 14. Dezember 2018        | 14. Dezember 2018                     |
| 1       | 2    | 9              | 5. April 2019            | 5. April 2019                         |
| 2       | 3    | 8              | 24. Januar 2020          | 24. Januar 2020                       |
| 2       | 4    | 8              | 31. Dezember 2020        | 31. Dezember 2020                     |

## Staffel 1
Die erste Staffel wurde in zwei Teile aufgeteilt. Der erste Teil besteht aus zehn Episoden und wurde am 26. Oktober 2018 bei Netflix per Streaming veröffentlicht; eine Weihnachts-Spezialfolge folgte am 14. Dezember 2018. Der zweite Teil besteht aus neun Episoden und wurde am 5. April 2019 veröffentlicht.
| Nr. (ges.) | Nr. (St.) | Deutscher Titel                                    | Originaltitel                                      | Regie                      | Drehbuch                                   |
| --- | --------- | -------------------------------------------------- | -------------------------------------------------- | -------------------------- | ------------------------------------------ |
| Teil 1 |           |                                                    |                                                    |                            |                                            |
| 1 | 1         | Kapitel eins: Familientreffen                      | Chapter One: October Country                       | Lee Toland Krieger         | Roberto Aguirre-Sacasa                     |
| Sabrina Spellman wird 16 Jahre alt – zu Halloween nicht weniger. Sie verbrachte ihre Tage mit ihrem Freund Harvey und den besten Freundinnen Roz und Susie. An ihrem 16. Geburtstag muss sie ihre Hexenseite jedoch während einer Satanischen Taufe akzeptieren, wo sie dem Dunklen Lord Satan die Treue versprechen wird. Aber Sabrina ist hin- und hergerissen, da sie sich zwischen ihren Freunden und ihrer Familie entscheiden muss. Sabrina verbringt die Tage bis zu ihrem Geburtstag damit, Antworten auf ihre Fragen zum Ritual zu finden. Inzwischen wird Sabrinas sterbliche Lehrerin Miss Wardwell getötet und dann von Madam Satan besessen, die Sabrina an die Seite des Dunklen Lords bringen will. Sabrina muss sich auch mit drei Schwesterhexen, den sogenannten Unheimlichen Schwestern, auseinandersetzen, die auf sie herabschauen da sie ein „Halbblut“ ist. |           |                                                    |                                                    |                            |                                            |
| 2 | 2         | Kapitel zwei: Die satanische Taufe                 | Chapter Two: The Dark Baptism                      | Lee Toland Krieger         | Roberto Aguirre-Sacasa                     |
| Sabrina und ihre Familie werden von Pater Blackwood, dem Hohenpriester der Kirche der Nacht, besucht. Blackwood versucht, Sabrina zu beruhigen und ihre Fragen zu ihrer Taufe zu beantworten, um sie zu beeinflussen. In der Zwischenzeit befasst sich Ambrose mit einer Leiche für das Bestattungsinstitut Spellman, von dem er glaubt, dass es ein Hexer war – und möglicherweise von einem Hexenjäger getötet wurde. Sabrinas Freundin Susie wird von vier Footballspielern gemobbt, wodurch Sabrina die Sache selbst in die Hand nimmt. Sie arbeitet mit den Unheimlichen Schwestern zusammen, um den Jungen eine Lektion zu erteilen, indem sie sie erschreckt, aber sie hat immer noch die Wahl. Sabrinas Geburtstag kommt, und sie beschließt, ihre letzte Nacht mit ihren Freunden auf einer Halloween-Party zu verbringen. Als sich die Mitternacht nähert, geht Sabrina unbehaglich zu ihrer satanischen Taufe. Das Ritual unterscheidet sich grundlegend von dem, was Blackwood beschrieben hat. In letzter Minute bestreitet Sabrina den Dunklen Lord und flieht, sie wird im Wald angegriffen, kommt jedoch zu ihrem Haus. Dort verkündet sie ihre Weigerung, das Buch der Bestie zu unterzeichnen und die Taufe endet. |           |                                                    |                                                    |                            |                                            |
| 3 | 3         | Kapitel drei: Die Anhörung der Sabrina Spellman    | Chapter Three: The Trial of Sabrina Spellman       | Rob Seidenglanz            | Ross Maxwell                               |
| Sabrina muss sich mit den Nachwirkungen ihrer Entscheidung befassen, ihre Satanischen Taufe zu verlassen. Sabrina wird vom Zirkel und Blackwood gerufen, die sie verklagen, weil sie ihr Versprechen gebrochen hat. Zelda und Hilda sind ebenfalls betroffen und verlieren während des Prozesses ihre Kräfte. Sabrina stellt einen Rechtsanwalt ein, der sich auf Hexerei spezialisiert hat, um sie dabei zu unterstützen, den Prozess zu gewinnen. Madam Satan tut alles in ihrer Macht Stehende, um Sabrina zu manipulieren. Während des Prozesses geht Blackwood unnachgiebig darum, dass Sabrina ihren Namen im Buch der Bestie unterschreiben muss, da ihr Vater sie Tage nach ihrer Geburt an den Dunklen Lord Versprochen hatte. Hilda liefert jedoch Beweise dafür, dass Sabrina vor der Vereinbarung ihres Vaters eine katholische Taufe erhalten hatte, was Blackwood und den Rat schockiert. Am Ende bieten sie Sabrina einen Deal an, in der sterblichen Welt zu bleiben und gleichzeitig die Akademie der Unsichtbaren Künste zu besuchen. Hilda wird wegen ihrer Rolle als Zeugin in Sabrinas christlicher Taufe exkommuniziert. In der Zwischenzeit will Ambrose mehr über den Hexer erfahren, von dem er annimmt, dass er von Hexenjägern getötet wurde. |           |                                                    |                                                    |                            |                                            |
| 4 | 4         | Kapitel vier: Hexenakademie                        | Chapter Four: Witch Academy                        | Rob Seidenglanz            | Donna Thorland                             |
| Sabrina bereitet sich auf die Akademie der Unsichtbaren Künste vor und plant, Satan aufzuhalten. Sabrina wird von einigen Studenten und Mitarbeitern mit Verachtung getroffen, macht sich aber in Nick Scratch einen Freund. Blackwood beauftragt Sabrina mit der Lösung eines als Acheron-Konfiguration bekannten, geheimnisvollen Puzzles, und er stimmt zu, dass sie sich beim Lösen des Puzzles an den höheren Klassen beteiligen kann. Die unheimlichen Schwestern schikanieren Sabrina mit einem Ritual, das als Die Qualen bekannt ist. Sabrina entdeckt die Geschichte der Studententodesfälle durch die Qualen und bittet Geister, um sie gegen die Unheimlichen Schwestern zu unterstützen. Es ist bekannt, dass Blackwood hinter ihrem Angriff steht. Hilda hilft Ambrose bei der Astralprojektion, damit er sich mit Luke verabreden kann, was fast schrecklich schiefgeht. Während dieser Zeit kommt Madam Satan an und durchsucht das Spellman-Haus nach Gegenständen, die ihr bei ihrer Suche nach Sabrina helfen sollen. Inzwischen beschäftigen sich Sabrinas Freunde mit den Visionen eines Monsters in den Minen. Später entdeckt Sabrina, dass ihr Vater die Acheron-Konfiguration gebaut hat. Mit Hilfe einer seiner Tagebücher, die Nick ihr gegeben hat, löst Sabrina das arkane Rätsel und entfesselt unbewusst einen Dämon. |           |                                                    |                                                    |                            |                                            |
| 5 | 5         | Kapitel fünf: Träume im Hexenhaus                  | Chapter Five: Dreams in a Witch House              | Matthew Barry              | Maggie Kiley                               |
| Der als Batibat bekannte Schlafdämon versetzt Sabrina, Ambrose, Zelda und Hilda in einen tiefen Schlaf, in dem sie in ihren verträumten Albträumen gefoltert werden, damit einer von ihnen Batibat aus dem Haus befreien kann. Madam Satan durchstreift ihre Träume auf der Suche nach Sabrina, um sie zu wecken. Als sie erwacht, versucht sie, Batibat zu verbannen, schlägt jedoch fehl. Sabrina bittet Salems Hilfe, Batibat abzulenken, während sie klare Träume von Hilda und Ambrose bekommt. Hilda informiert Sabrina, dass Batibat in eine Falle gelockt werden muss. Mit Hilfe von Hildas Begleitern, den Spinnen, schließt Sabrina Batibat erfolgreich ein und weckt Hilda, Zelda und Ambrose. Nachdem Batibat wieder eingesperrt wurde, besucht Sabrina Madam Satan, nachdem sie erkannt hat, dass sie nicht sterblich ist. |           |                                                    |                                                    |                            |                                            |
| 6 | 6         | Kapitel sechs: Ein Exorzismus in Greendale         | Chapter Six: An Exorcism in Greendale              | Rachel Talalay             | Joshua Gonkel & MJ Kaufman                 |
| Madam Satan belügt Sabrina und behauptet, dass sie die Sekretärin ihres Vaters war, als er Hohepriester der Kirche der Nacht war, und dass er sie gebeten hat, Sabrina zu überwachen. Susie, Roz und Harvey erleben alle erschreckende Erscheinungen von Susies Onkel Jesse und vertrauen sich Sabrina an. Sabrina astralprojiziert sich in Onkel Jesses Zimmer und entdeckt, dass er von einem parasitären Dämon besessen ist, den sie später als Apophis bezeichnet. Sabrina führt mit Hilfe von Madam Satan und ihren Tanten erfolgreich einen Exorzismus durch, der Apophis von Onkel Jesse austreibt. Am nächsten Tag stirbt Onkel Jesse an einem Herzinfarkt. Später wird jedoch gezeigt, dass Madam Satan verantwortlich war, und sie dankt Jesse dafür, dass er seine Rolle im Plan des Dunklen Lords gespielt hat. |           |                                                    |                                                    |                            |                                            |
| 7 | 7         | Kapitel sieben: Fest des Festmahls                 | Chapter Seven: Feast of Feasts                     | Viet Nguyen                | Oahn Ly                                    |
| Die Spellmans werden ausgewählt, am jährlichen Fest des Festmals teilzunehmen und Zelda meldet sich als freiwillige, um ihre Familie in der Lotterie der Königin des Festmals zu vertreten, die beim Fest geopfert und gegessen wird. Während der Auswahl ersetzt Sabrina Zelda und wird zu Dienstmagd von Prudence, die als Königin ausgewählt wird. Sabrina verbringt die Woche damit, Prudence zu überzeugen, ihre Auswahl abzulehnen, und bringt sie zur Baxter High, wo sie behauptet, Harveys Familie seien Hexenjäger. Als Vorsichtsmaßnahme legt Sabrina einen Schutzzauber auf Harvey. Später entdeckt Sabrina, dass Lady Blackwood für die Wahl von Prudence als Königin verantwortlich war, da Phater Blackwood ihr leiblicher Vater ist. Während des Festmals verkündet Pater Blackwood, dass Prudence ihre Pflichten als Königin nicht erfüllen kann, aber bevor er das Fest absagen kann, opfert sich Mildred selbst und wird zur Königin des Festmals erklärt. Am nächsten Tag führen Agatha und Dorcas ein Ritual durch, um Harvey und seinen Bruder in den Minen zu töten. |           |                                                    |                                                    |                            |                                            |
| 8 | 8         | Kapitel acht: Die Beerdigung                       | Chapter Eight: The Burial                          | Maggie Kiley               | Lindsay Calhoon Bring & Christianne Hedtke |
| Harvey überlebt den Mineneinsturz dank Sabrinas Schutzzauber. Sein Bruder wird jedoch zusammen mit vier anderen Menschen getötet. Während Tommys Beerdigung haben Harvey und sein Vater einen Streit, der physisch wird und Tommys Sarg fällt um. Roz greift Tommys Helm und hat eine Vision von Dorcas und Agatha in den Minen, die Puppen von Harvey und Tommy mit Steinen zerschlagen. Roz vertraut sich Sabrina über die Vision an, die von ihrer Nana Ruth als Schläue bezeichnet wird, nachdem ihre Familie vor Generationen dafür verflucht worden war, eine Hexe verärgert zu haben. Sabrina erzählt es Prudence und sie helfen zusammen mit Nick und Dorcas, Tommy wiederzubeleben und seine Seele durch Agathas zu ersetzen. Sie benutzen jedoch die Kain-Grube auf dem Friedhof in dem Bestattungsinstitut der Spellman Schwestern, um sie wieder zum Leben zu erwecken. In der Zwischenzeit berät sich Pater Blackwood mit Ambrose über seinen Hausarrest und informiert ihn, dass der Deal der Immunität noch gültig sei, wenn er seine Mitverschwörer in der Verschwörung nannte, den Vatikan in die Luft zu sprengen, aber Ambrose weigert sich. Während Harvey und sein Vater zu Abend essen, kehrt Tommy nach Hause zurück. |           |                                                    |                                                    |                            |                                            |
| 9 | 9         | Kapitel neun: Der zurückgekehrte Mann              | Chapter Nine: The Returned Man                     | Craig William Macneill     | Axelle Carolyn & Christiana Ham            |
| Pater Blackwood erlaubt Ambrose trotz seiner Strafe die Akademie zu besuchen, und er erhält seinen eigenen Begleiter, eine Maus namens Leviathian. Agatha wird krank und fängt an, Dreck zu husten. Hilda rät Ambrose, dass Agatha nicht hätte wieder zum Leben erweckt werden sollen. Roz hat eine andere Vision, wie Hunde Tommy zerreißen. Sabrina entdeckt, dass Tommys Seele in dem Limbus ist. Harvey macht sich Sorgen um seinen Bruder, da er nicht das ist, was er vor dem Zusammenbruch der Mine war. Sabrina reist mit Madam Satan in die tödliche Schwebe, wo sie kurz auf die Seele ihrer Mutter trifft, bevor sie Tommy findet. Sie kann ihn jedoch nicht zurückbringen, da er vom Seelenfresser verzehrt wird. Inzwischen hat Susie im Geheimen mit ihrer Vorfahrenin Dorothea kommuniziert, die fragt, ob die Spellmans noch Hexen sind. Später erzählt Sabrina Harvey schließlich, dass sie eine Hexe ist und Tommy töten muss, aber Harvey entscheidet sich dafür es selbst zu tun und beendet seine Beziehung zu Sabrina. |           |                                                    |                                                    |                            |                                            |
| 10 | 10        | Kapitel zehn: Hexenstunde                          | Chapter Ten: The Witching Hour                     | Rob Seidenglanz            | Roberto Aguirre-Sacasa & Ross Maxwell      |
| Roz und Susie konfrontieren Sabrina damit, eine Hexe zu sein, und sie erzählt ihnen alles. Madam Satan opfert einen Schüler am Galgen Baum, um die Dreizehn von Greendale zu beschwören, Hexen, die durch den Zirkel geopfert und vor Jahrhunderten von Sterblichen aufgehängt wurden. Die Dreizehn beschwören den Roten Engel des Todes und senden Ambrose, um alle zu warnen. Pater Blackwood bestellt alle Hexen zur Sicherheit zur Akademie. Um die Sterblichen zu schützen, beschwören die Spellmans einen Tornado, damit sie sich in der Sturmunterkunft in der Baxter High versammeln können. Die Spellmans legen einen Schutzzauber auf die Baxter High, aber Ambrose und Zelda werden zur Akademie gerufen. Madam Satan bringt Sabrina in den Wald und überzeugt sie, das Buch der Bestie zu unterschreiben, um die Macht zu bekommen, sie zu besiegen. Sabrina entfesselt das Höllenfeuer auf dem Galgen Baum und den Dreizehn, verbrennt ihre Seelen und verbannt den Roten Engel des Todes. Während der Ereignisse stirbt Lady Blackwood während der Geburt. Zelda belügt Pater Blackwood und behauptet, der größere Zwilling habe den anderen verzehrt, da der erstgeborene Zwilling in Wirklichkeit ein Mädchen war, das Zelda für sich behält. Später enthüllt Madam Satan Hawthorne ihren Plan, die Königin des Dunklen Lords zu werden, bevor sie ihn und ihren Begleiter umbringt. |           |                                                    |                                                    |                            |                                            |
| 11 | 11        | Kapitel elf: Ein Winternachtstraum                 | Chapter Eleven: A Midwinter’s Tale                 | Jeff Woolnough             | Joshua Gondel & Roberto Aguirre-Sacasa     |
| In der Woche vor Weihnachten bereitet sich die Familie Spellman auf die Wintersonnenwende vor und zündet ein Yule Stamm an, um zu verhindern, dass Geister ihr Zuhause betreten. Zelda kümmert sich weiterhin um Lady Blackwoods Tochter Leticia. Sabrina hat sich von Harvey und ihren Freunden distanziert und plant eine Séance, um ihre Mutter zu kontaktieren. Sie bittet Madam Satan, ihr eine Kopie des Buchs der Toten zu leihen, aber Madame Satan plant, das Ritual zu sabotieren. Susie, die als Elf in einem Einkaufszentrum arbeitet, wird entführt, nachdem sie erfahren hat, dass das Einkaufszentrum Santa „Mr. Bartell“ die Seelen von Kindern in Wachsskulpturen gefangen hat. Die Spellmans entdecken, dass eine Gruppe von Geistern, die als die Yule Kinder bekannt sind, ihren Haushalt heimsuchen und sie gezwungen sind, die Mutter der Kinder, Gryla, herbei zurufen, um sie loszuwerden. Gryla hört Leticia im Keller und fordert die Spellmans auf, sie zu übergeben. Sabrina und der Geist ihrer Mutter bringen Gryla dazu, stattdessen Ambroses Teddybären zu nehmen. Roz erzählt allen von Susies Entführung, und die Spellmans rufen Gryla zurück, um gegen Bartell zu kämpfen, der sich als Dämon entlarvt Gryla bestraft den Dämon und rettet Susie. Zelda beschließt, Leticia mit einer anderen vertriebenen Hexe aus den Wäldern leben zu lassen, und glaubt, dass das Spellman-Haus für sie nicht mehr sicher war. Die Spellmans verbringen zusammen mit Luke den Weihnachtsabend zu Hause, während Ambrose eine Weihnachtsgeschichte am Feuer liest. |           |                                                    |                                                    |                            |                                            |
| Teil 2 |           |                                                    |                                                    |                            |                                            |
| 12 | 12        | Kapitel zwölf: Die Drei Könige                     | Chapter Twelve: The Epiphany                       | Kevin Sullivan             | Roberto Aguirre-Sacasa                     |
| Sabrina entschließt sich, sich voll und ganz der Akademie der Unsichtbaren Künste zu widmen und verabschiedet sich von der Baxter High. Trotz der frauenfeindlichen Opposition von Pater Blackwood kämpfen Sabrina und Nick um den Titel des Prachtbruders und stehen vor drei schwierigen Herausforderungen. Sabrina wird von den drei Königen der Plagen Asmodeus, Purson und Beelzebub angegriffen. In der Zwischenzeit wird Miss Wardwell Direktorin der Baxter High. Susie probiert sich für die rein männliche Baxter-Basketballmannschaft aus und sieht sich aufgrund ihrer geschlechtsspezifischen Dysphorie heftigen Widerständen ausgesetzt. Auf Drängen von Hilda besucht Sabrina ihre sterblichen Freunde und setzt Magie ein, um Susie zu helfen, das Testspiel zu gewinnen. Susie verrät Harvey und Roz, dass er lieber den Namen Theo als seinen Geburtsnamen tragen möchte. Während der Heraufbeschwörung nutzen Sabrina und Nick den Wettbewerb, um die Dämonen zu enthüllen, die Sabrina angreifen. Pater Blackwood ernennt Ambrose zum Pracht Bruder. Zelda fragt Pater Blackwood, ob er ihre Beziehung offiziell machen wird, und wenn er nein sagt, sagt er, dass sie ihre Affäre einstellen wird, bis er dies tut. Roz entwickelt Gefühle für Harvey. Lilith ruft den Dunklen Lord herbei und will wissen, welche Rolle Sabrina in seinen Plänen spielt. |           |                                                    |                                                    |                            |                                            |
| 13 | 13        | Kapitel dreizehn: Die Passion der Sabrina Spellman | Chapter Thirteen: The Passion of Sabrina Spellman  | Michael Goi                | MJ Kaufman & Christina Ham                 |
| Nachdem Lilith erfahren hat, dass der Dunkle Lord vorhat, Sabrina zu seinem Vorboten zu machen, versucht sie, um die wahre Natur von Sabrinas Seele zu bestimmen. Mit dem Dunklen Lord wetten, Der Dunkle Lord befiehlt einer widerstrebenden Sabrina, eine Packung Kaugummi zu stehlen. Sabrina versucht, dem Kommando des Dunklen Lords zu widerstehen, während sie sich auf ihre Rolle in dem bevorstehenden Stück der Akademie, Die Passion von Luzifer Morningstar, vorbereitet und Kurse an der Baxter High besucht. Pater Blackwood ernennt Tante Zelda zur Regisseurin und Redaktionsleiterin für das Stück und verärgert Schwester Shirley. Zurück in der Baxter High wird Theo wegen seiner geschlechtsspezifischen Dysphorie von den Sportlern gemobbt, insbesondere von Billy Marlin. Sabrina gibt Theo einen Seilzauber, der Billy bei einem Unfall das Bein bricht. Der Dunkle Lord bestraft Sabrinas Trotz, indem er sie mit einer Teufelsklaue markiert und ihre Freundin Roz und den Begleiter Salem krank macht. Sabrina will Harvey keinen Schaden zufügen und folgt dem Befehl des Dunklen Lords, die Baxter High niederzubrennen. Bevor sie es ausführen kann, hält der Dunkle Lord sie auf und preist ihre Hingabe. Nachdem Dorcas den Windpocken erlegen ist, gewinnt Sabrina die Hauptrolle als Lilith in dem Passionsspiel der Akademie. Später erinnert der Dunkle Lord Lilith daran, dass er immer gewinnt und belebt ihren Begleiter Stolas als Trostpreis wieder zum Leben. |           |                                                    |                                                    |                            |                                            |
| 14 | 14        | Kapitel vierzehn: Luperkalien                      | Chapter Fourteen: Lupercalia                       | Salli Richardson-Whitfield | Oanh Ly                                    |
| Sabrina und Nick Scratch nehmen an den jährlichen Lupercalien-Feiertagen teil, der Hexenversion des Valentinstags. In der Zwischenzeit lädt Harvey Roz zu einem Date beim jährlichen Sweetheart Dance der Baxter High ein. Theos Vater akzeptiert widerwillig die neue männliche Transgender-Identität seines Kindes. Liliths Pläne, Sabrinas Freunden Schaden zuzufügen, werden entgleist, als Mary Wardwells Verlobter Adam Masters nach Hause zurückkehrt. Pater Blackwood unterbreitet Tante Zelda einen Heiratsantrag. Hilda erfährt, dass ihr Arbeitgeber und geliebter Dr. Cerberus an einem Inkubus leidet. Beim Sweetheart Dance entschuldigt sich Billy, der sich ein Bein gebrochen hat, bei Theo, der seine Entschuldigung akzeptiert. Sabrina und Nicks aufstrebende Beziehung wird durch die Anwesenheit von Nicks Werwolf Amalia kompliziert, die auf Sabrina eifersüchtig ist. Sabrina versucht Amalia zu versichern, dass sie keine Bedrohung ist, sondern gezwungen ist, den Werwolf zu töten, als er Nick angreift. Roz wird aufgrund ihrer hohen Kurzsichtigkeit blind. |           |                                                    |                                                    |                            |                                            |
| 15 | 15        | Kapitel fünfzehn: Die Todeskarten des Dr. Cerberus | Chapter Fifteen: Doctor Cerberus’s House of Horror | Alex Garcia Lopez          | Ross Maxwell                               |
| Während eines Gewitters besucht die Wahrsagerin Mrs McGarvey die Buchhandlung von Dr. Cerberus, in der Tante Hilda arbeitet. Sie benutzt Tarotkarten, um die Zukunft für verschiedene Charaktere zu lesen, darunter Sabrina, Theo Putnam, Roz Walker, Zelda, Harvey Kinkle und Ambrose Spellman. Sabrina erlebt eine Vision, die ihr sagt, dass sie Nick Scratch vertrauen kann, ihn aber von den Unheimlichen Schwestern fernhält. Theo erlebt eine Vision, in der ein verpatzter Zauber sein Fleisch in Holz verwandelt. Roz erlebt eine Vision, in der sie auf Kosten eines anderen Mädchens ihr Sehvermögen zurückerhält, was sie dazu veranlasst, das Angebot ihres Minister-Vaters, seine Gemeinde zur Bezahlung ihrer Behandlung zu bewegen, abzulehnen. Zelda wird gewarnt, Leticias Aufenthaltsort vor Pater Blackwood geheim zu halten. Harvey erfährt, dass seine wahre Berufung als Künstler in Greendale liegt. Ambrose erfährt, dass Pater Blackwood böswillige Absichten gegenüber seinen weiblichen Verwandten hat. Nach den Visionen bekräftigen Sabrina und Nick ihre Beziehung, während Ambrose erfährt, dass sein Geliebter Luke gestorben ist. Pater Blackwood lädt ihn ein, Lukes Platz in der Judas-Gemeinschaft einzunehmen. Mrs McGarvey wird später als Lilith entlarvt, die versucht, den Dunklen Lord zu verdrängen. |           |                                                    |                                                    |                            |                                            |
| 16 | 16        | Kapitel sechzehn: Blackwood                        | Chapter Sixteen: Blackwood                         | Alex Pillai                | Matthew Barry                              |
| Die Spellmans und Blackwoods bereiten sich auf die Ehe zwischen Zelda und Father Blackwood vor, die vom Anti-Papst selbst amtiert wird. Sowohl Sabrina als auch Prudence sind wegen der gegenseitigen Feindseligkeit der beiden Familien gegen die bevorstehende Gewerkschaft. Zelda überredet Blackwood, die Exkommunikation gegen Hilda aufzuheben, überredet ihn jedoch zunächst nicht, Prudence zu gestatten, den Familiennamen Blackwood zu führen. Lilith nutzt Sabrinas Widerstand gegen die Hochzeit aus, indem sie den Geist ihres Vaters Edward vortäuscht und behauptet, Blackwood habe den Flugzeugabsturz inszeniert, bei dem ihre Eltern getötet wurden, um ihn daran zu hindern, sein reformistisches Manifest dem Anti-Papst vorzulegen. In der Zwischenzeit legt Pater Blackwood der Judas Society seine frauenfeindlichen „Fünf Facetten des Judas“ vor und bestätigt damit Ambroses Misstrauen gegenüber Blackwood. Nick hilft Sabrina, das Manifest aus dem zerstörten Flugzeug zu holen. Lady Blackwood verfolgt Zelda, aber Hilda schafft es, mit ihr zu sprechen, und eliminiert die eifersüchtige Schwester Jackson. Nachdem Sabrina dem Anti-Papst das Manifest ihres Vaters vorgelegt hat, beschuldigt Pater Blackwood Ambrose, den Anti-Papst ermordet zu haben, und zwingt ihn, sich zu verstecken. Pater Blackwood braucht die Unterstützung seiner Familie und lässt zu, dass Prudence seinen Familiennamen trägt. Sabrina und Nick versuchen, die Hochzeit zu stören, indem sie sich als die Geister von Diana und Edward ausgeben. Blackwood sieht jedoch durch ihre Tarnung und macht sie sichtbar. Ambrose versucht, Blackwood zu ermorden, wird jedoch von Prudence und den anderen Jungen der Judas Gemeinschaft gefangen genommen und eingesperrt. Zur Strafe verweist Pater Blackwood Sabrina und Nick von der Akademie. Blackwood und Zelda reisen mit den Überresten des Anti-Papstes in den Vatikan und machen Flitterwochen. |           |                                                    |                                                    |                            |                                            |
| 17 | 17        | Kapitel siebzehn: Die Missionare                   | Chapter Seventeen: The Missionaries                | Rob Seidenglanz            | Donna Thorland                             |
| In einer Flashback-Szene foltert der Engelshexenjäger Jerathmiel vom Orden der Unschuldigen Luke Chalfrant, um den Ort der Greendale-Hexengemeinschaft preiszugeben. Gegenwärtig versucht Hilda, ihren an der Akademie inhaftierten Neffen Ambrose zu besuchen. Die Unheimlichen Schwestern versuchen, Ambrose mit Magie zu zwingen, seine mutmaßlichen Verbrechen zu gestehen, aber er behält seine Unschuld bei. Sabrina kehrt zu Baxter High zurück, wird jedoch von der blinden Roz und einem verbitterten Harvey angefeindet. Theo spricht sich jedoch für Sabrina aus. Jerathmiel und zwei andere Hexenjäger greifen Sabrina, Hilda, Nick Scratch und Dorian Gray an, aber die Hexen und Hexer überleben die Angriffe. Jerathmiel und die überlebende Hexenjägerin Mehitable marschieren in die Akademie der Unsichtbaren Künste ein, nehmen die Unheimlichen Schwestern und die Schüler gefangen und verletzen Ambrose schwer. Während Hilda, Nick und Harvey sich um Ambrose kümmern, konfrontiert Sabrina die Engel. Trotz ihres Todes wird Sabrina vom Dunklen Lord auferweckt, verbrennt die Engel zu Tode und lässt zwei ihrer Opfer auferstehen. Währenddessen bekräftigt der Dunkle Lord seine Autorität über Lilith, indem er ihren Verlobten Adam tötet und sie zwingt, seinen Kopf zum Nachtisch zu essen. Lilith schwört Rache an Satan. |           |                                                    |                                                    |                            |                                            |
| 18 | 18        | Kapitel achtzehn: Die Wunder von Sabrina Spellman  | Chapter Eighteen: The Miracles of Sabrina Spellman | Antonio Negret             | Christianne Hedtke & Lindsay Calhoon Bring |
| Nach ihrer Auferstehung und Niederlage der Engel heilt Sabrina den sterbenden Ambrose. Ihre neu entdeckten Kräfte ziehen sowohl Ehrfurcht als auch Angst in der Hexengemeinschaft in Greendale an. Pater Blackwood, der zum vorläufigen Anti-Papst ernannt wurde, kehrt mit seiner Frau Zelda zurück, die von der Unterwerfung verzaubert wurde. Sabrina schafft es, die Hexer des Hexenrates davon zu überzeugen, Ambroses Hinrichtung zu verschieben, bis sie Beweise für seinen maus Begleiter Leviathan vorlegen kann, die beweisen, dass Blackwood den Mord an dem Anti-Papst inszeniert hat. Trotz der Entdeckung und Wiederbelebung von Leviathan benutzt Blackwood eine verzauberte Zelda, um die Maus auszuweiden. Sabrina und Hilda befreien Zelda vom Zauber. Der Dunkle Lord entschuldigt Ambrose und züchtigt Pater Blackwood, dem der Rat seine vorläufige Position entzogen hat. Sabrina will ihre neuentdeckten Kräfte einsetzen, um die Vision ihres verstorbenen Vaters zu verwirklichen, Hexen und Sterbliche zu vereinen. Sabrinas Pläne werden jedoch entgleist, als Harvey und Theo in den Minen ein Wandgemälde entdecken, das Sabrina als Satans Herold darstellt. Währenddessen kreiert Lilith mit ihrer Rippe eine Strohmann puppe. |           |                                                    |                                                    |                            |                                            |
| 19 | 19        | Kapitel neunzehn: Die Alraune                      | Chapter Nineteen: The Mandrake                     | Kevin Sullivan             | Joshua Conkel                              |
| Sabrina und ihre Hexen und sterblichen Freunde kämpfen mit der Prophezeiung, dass sie die Endzeit als Satans halbe Hexe, halbe sterbliche Königin einläuten würde. Unter dem Vorwand, die Prophezeiung zu verhindern, überredet „Miss Wardwell“ Sabrina, eine Alraunen-Doppelgängerin zu schaffen, der als Gefäß für ihre tödlichen Kräfte dienen soll. Sabrina und Ambrose führen den Alraunenzauber aus, aber die Doppelgängerin entkommt und entführt Sabrinas sterbliche Freunde Harvey, Roz und Theo. Absicht, mehr Doppelgänger zu schaffen. Theo schafft es jedoch, die anderen Doppelgänger zu töten. In der Zwischenzeit scheidet Pater Blackwood aus den Kirchen der Dunkelheit aus und gründet seine eigene frauenfeindliche Kirche des Judas. Blackwood entdeckt, dass Zelda seine kleine Zwillingstochter Leticia versteckt hat und benennt das Kind in Judith Blackwood um. Zelda entkommt mit Hilfe einer desillusionierten Prudence der Inhaftierung. Nachdem Liliths Strohmann versucht hat, Sabrina zu töten, konfrontieren Sabrina und Nick „Ms Wardwell“ damit, sie manipuliert zu haben. Sabrina tötet ihre Doppelgängerin in einem Pistolenduell. Dies endet jedoch damit, dass die Prophezeiung des satanischen Herolds erfüllt wird und Satan in seiner engelhaften Form zur Erde zurückkehren kann. |           |                                                    |                                                    |                            |                                            |
| 20 | 20        | Kapitel zwanzig: Der Mephisto-Walzer               | Chapter Twenty: The Mephisto Waltz                 | Rob Seidenglanz            | Roberto Aguirre-Sacasa                     |
| Der Dunkle Lord besucht Greendale in seiner engelhaften Gestalt und bezeichnet Sabrina als Königin der Hölle, um nach Sabrinas Krönung die Endzeit einzuleiten. Verärgert darüber, dass Luzifer Sabrina als seine Königin ausgewählt hat, verschwört sich Lilith mit den Spellmans und Sabrinas sterblichen Freunden, um die Pläne des Dunklen Lords zu durchkreuzen. In der Zwischenzeit vergiftet ein erschöpfter Pater Blackwood den größten Teil des Zirkels und flieht mit seinen Zwillingskindern. Prudence und die Spellmans retten mehrere Hexen und Hexer, aber andere kommen um. Nach einem gescheiterten Attentat auf den Dunklen Lord kam Nick auf den Plan, den Dunklen Lord in einer Acheron-Konfiguration zu fangen. Harvey, Roz und Theo verwenden magische Siegel, um zu verhindern, dass die dämonischen Horden des Dunklen Lords durch die Tore der Hölle in Tunnel 13 nach Greendale gelangen. Bei der Krönung führen Sabrina und ihre Freunde und Lilith ihre Verschwörung durch. Der Dunkle Lord zerstört jedoch die Acheron-Konfiguration und zwingt Nick, seinen Körper als Gefäß zu opfern, um den Dunklen Lord einzusperren. Bevor Lilith mit dem Dunklen Lord in Nicks Körper in die Hölle zurückkehrt, krönt sie sich selbst zur Königin der Hölle, stellt Sabrinas Kräfte wieder her und lässt die wahre Miss Wardwell wieder auferstehen. Während Zelda den Zirkel rund um die Verehrung von Lilith reformiert, begeben sich Prudence und Ambrose auf die Jagd nach Blackwood. In der Zwischenzeit geloben Sabrina und ihre sterblichen Freunde, Nick aus der Hölle zurückzubringen. |           |                                                    |                                                    |                            |                                            |

## Staffel 2
Die zweite Staffel wurde wie die erste in zwei Teile aufgeteilt. Der dritte Teil besteht aus acht Episoden und wurde am 24. Januar 2020 auf Netflix per Streaming veröffentlicht. Der vierte Teil besteht ebenso aus acht Episoden und wurde am 31. Dezember 2020 veröffentlicht.
| Nr. (ges.) | Nr. (St.) | Deutscher Titel                                           | Originaltitel                                   | Regie                  | Drehbuch                             |
| --- | --------- | --------------------------------------------------------- | ----------------------------------------------- | ---------------------- | ------------------------------------ |
| Teil 3 |           |                                                           |                                                 |                        |                                      |
| 21 | 1         | Kapitel einundzwanzig: Hintertür zur Hölle                | Chapter Twenty-One: The Hellbound Heart         | Rob Seidenglanz        | Roberto Aguirre-Sacasa               |
| Ein Monat ist vergangen, seit Nicholas sich als Luzifers Gefängnis geopfert hat. Sabrina und ihre Freunde Harvey, Rosalind und Theo finden einen Weg in die Hölle, wo sie Caliban, den Prinzen der Hölle, treffen und auf Hindernisse stoßen, die Lilith errichtet hat, um sie daran zu hindern, Pandemonium, die Hauptstadt, zu erreichen. Währenddessen lernen Prudence und Ambrose in New Orleans Marie LaFleur kennen, eine Voodoo-Priesterin, die ihnen hilft, Pater Blackwood aufzuspüren. In der Hölle beschließt Sabrina, ihre Verantwortung als Königin zu übernehmen, um zu verhindern, dass Caliban die Macht übernimmt. Bevor sie jedoch geht, befreit sie Nick und kettet ihn in den Kerkern der Akademie. In der Zwischenzeit eröffnen Hilda und Zelda die Akademie der unsichtbaren Künste wieder und beschließen, dass der Zirkel nun Lilith anstelle von Luzifer verehren wird. Sabrina und ihre Freunde feiern den Erfolg ihrer Mission, während die Alten, deren Ankunft von Luzifer vorhergesagt wurde, ohne ihr Wissen in Greendale angekommen sind. |           |                                                           |                                                 |                        |                                      |
| 22 | 2         | Kapitel zweiundzwanzig: Teufels Werk und Sabrinas Beitrag | Chapter Twenty-Two: Drag Me to Hell             | Alex Pillai            | Ross Maxwell                         |
| Sabrina und Rosalind schließen sich dem Cheerleader-Team der Baxter High an, während Sabrina in der Hölle mit ihrer ersten Aufgabe betraut ist, Seelen zu fangen. Ihre erste Seele ist ein alter Mann, der zu Unrecht verurteilt wurde, aber Sabrina schickt ihn stattdessen in den Himmel, was die königlichen Höflinge verärgert. Folglich verspricht Sabrinas Beraterin Lilith, dass Sabrina die nächste Seele, Jimmy Platt, einen Eisverkäufer, einsperren wird. Währenddessen spüren Prudence und Ambrose in Schottland Pater Blackwood auf, der mit seinen beiden Kindern in der Kirche der Nacht gelebt hat, einem Ort außerhalb der Zeit. Zurück in Greendale findet Sabrinas Vater Luzifer heraus, dass der Zirkel zu Lilith betet und schickt Käfer, um sie zu quälen. Sabrina entdeckt, dass Jimmy Platt seinen Vertrag mit Luzifer verlängert hat, indem er kleine Mädchen geopfert hat. Sabrina und Roz suchen nach einem kleinen Mädchen, das von Jimmy entführt wurde mit Rosalinds „Schleue“, und retten sie mit Liliths Hilfe. Danach verurteilt Sabrina Jimmy bei der Pep Rally zur ewigen Qual, und Hilda und Zelda finden heraus, dass Sabrina Nick und Luzifer aus der Hölle zurückgebracht hat. Gleichzeitig treten Prudence und Ambrose mit Pater Blackwood und seinen Kindern als Gefangene auf. Sabrina und Zelda entscheiden, dass Blackwoods Körper das neue Gefäß sein soll, in dem Luzifer eingesperrt werden soll. Theo trifft Robin, einen neuen Schüler an der Baxter High, und ein Jahrmarkt kommt in Greendale an. |           |                                                           |                                                 |                        |                                      |
| 23 | 3         | Kapitel dreiundzwanzig: Schwer drückt die Krone           | Chapter Twenty-Three: Heavy Is the Crown        | Rob Seidenglanz        | Oanh Ly                              |
| Nick versucht, sich von seinem Trauma in der Hölle zu erholen, indem er Alkohol trinkt, während Sabrina von Prinz Caliban aufgefordert wird, die unheiligen Insignien zu finden, drei höllische Artefakte, die mit der Zeit verloren gegangen sind. Wer es schafft, alle drei Objekte zu finden, wird offiziell der Herrscher der Hölle sein. Das erste Objekt ist die Krone des Königs Herodes. Währenddessen besuchen Sabrina, Nick, Rosalind, Harvey, Theo und Robin den seltsamen Jahrmarkt, der in der Stadt angekommen ist, wo Rosalind die Vision hat, dass der Leiter des Jahrmarkts, Carcosa, ein Satyr ist und Harvey sieht eine Aufführung der Schlangentänzerin Nagaina an. Mary Wardwell besucht die Wahrsagerin Circe, die erzählt, dass ihr Verlobter Adam nicht zurückkehren wird, und Dr. Cerberus (alias Dr. Cee) macht Hilda einen Heiratsantrag, den sie freudig annimmt. Sabrina findet mit Ambroses Hilfe die Krone von König Herodes, aber als sie vom König angegriffen wird, kann Prinz Caliban sie stehlen. Sabrina kehrt in die Hölle zurück und besteht darauf, dass sie den Wettbewerb gewinnt, während die Mitglieder des Jahrmarkts die Wesen der Griechischen Mythologie sind ihren Plan beginnen, ihren Gott, den Grünen Mann, wiederzubeleben. |           |                                                           |                                                 |                        |                                      |
| 24 | 4         | Kapitel vierundzwanzig: Hasenmond                         | Chapter Twenty-Four: The Hare Moon              | Viet Nguyen            | Donna Thorland                       |
| Sabrina Spellman und ihre Tanten finden heraus, dass Luzifer den Zirkel seiner magischen Kräfte beraubt hat, aber Tante Hilda kreiert ein Ritual, bei dem das Licht des Hasenmondes verwendet wird, um seine Energien wieder aufzuladen. Währenddessen entdeckt Harvey, dass sein Vater die Nacht beim Jahrmarkt mit der Schlangenbeschwörerin Nagaina einer Gorgone verbracht hat. Harvey beschließt, den Jahrmarkt mit Roz und Theo zu untersuchen, aber Roz wird von Nagaina angegriffen und in Stein verwandelt. Im Wald begegnen die Mitglieder der Kirche der Nacht den „heidnischen“ Jahrmarktsleuten und laden sie zu einem Picknick ein. Die Spannungen nehmen jedoch zu, als die Hexe Dorcas von einer Schlange gebissen wird und Tante Hilda von Circe verflucht wird, weil sie Spinnen als Haustiere hält. Empört verlassen die Heiden das Picknick, aber als die Hexen versuchen, es wieder gut zu machen, werden sie angegriffen. Die Hexen der Kirche der Nacht kehren zur Akademie zurück, aber die Heiden folgen ihnen und warnen sie, dass sie drei Tage Zeit haben, um zwischen dem Gebet zum heidnischen Gott oder dem Tod zu wählen. Verzweifelt um Hilfe beschließen die Spellmans, Luzifer aus dem Kerker zu befreien, doch als Sabrina dorthin geht, entdeckt sie, dass Nick ihn bereits freigelassen hat. |           |                                                           |                                                 |                        |                                      |
| 25 | 5         | Kapitel fünfundzwanzig: Satans Rückstände                 | Chapter Twenty-Five: The Devil Within           | Roxanne Benjamin       | Matthew Barry                        |
| Ambrose unterzieht Nick einer Drogenrehabilitationsbehandlung, während Sabrina Harvey und Theo darüber informiert, dass die Jahrmarktsleute Heiden sind, die den Grünen Mann verehren, und Tante Hilda beginnt, sich in eine Riesenspinne zu verwandeln. Die Höflinge von Lilith und der Hölle fordern die Wiederaufnahme des Wettbewerbs um die unheiligen Insignien, und Sabrina und Prinz Caliban müssen Pontius Pilates Schüssel aus Golgatha zurückbringen. Luzifer untergräbt den Zirkel und manipuliert Harvey, um den Jahrmarkt anzugreifen, was dazu führt, dass aus vier Sportler der High School von Circe in Schweine verwandelt werden. Ambrose und Prudence beschließen, einen magischen Steinkreis zu verwenden, um ihre sterbende Energie zu verstärken und die Hilfe lokaler „Freifliegender“ -Hexen zu beschwören. Die Beschwörung wird jedoch abgebrochen, wenn einer der magischen Kreissteine zerbrochen ist. Währenddessen stiehlt Sabrina Pontius Pilatus die Höllenschale und vereitelt Prinz Caliban. Nick und Sabrina trennen sich, während Robin beschließt, zu enthüllen, dass er ein „Kobold“ ist. Tante Hilda besucht ihren Verlobten Dr. Cerberus, um sich zu beraten und zu trösten, bringt ihn jedoch um. Währenddessen werden Tante Zelda und der Zirkel mit den Freifliegendenhexen konfrontiert, die wütend sind, beschworen zu werden. |           |                                                           |                                                 |                        |                                      |
| 26 | 6         | Kapitel sechsundzwanzig: Alles Hexen                      | Chapter Twenty-Six: All of Them Witches         | Michael Goi            | Joshua Conkel                        |
| Die Freifliegenden Hexen kommen in der Akademie an und bedrohen den Zirkel mit dem Tod, aber Tante Zelda beruhigt sie und bietet ein Zuhause in der Akademie an, wenn sie helfen, die Heiden zu besiegen. Sabrina erfährt von ihren Freunden, dass Robin ein Mitglied der Heiden ist und dass sie vorhaben, den Grünen Mann wiederzubeleben. Caliban bietet Harvey und Theo an, Rosalind wieder zu Fleisch zu machen, aber leider zerbricht die Heidin Nagaina Roz in Stücke. Währenddessen erhält Lilith in der Hölle eine schreckliche Nachricht von Luzifer und beschließt, sich im Haus von Mary Wardwell zu verstecken, während sich die Voodoo-Hexe Mambo Marie in der Akademie mit Tante Zelda anfreundet. Sabrina und ihre Freunde versuchen Roz wieder zusammenzusetzen, aber ihr Zauber funktioniert nicht. Sabrina überredet die Freifliegendenhexen, ihr ihre Kräfte zu verleihen, damit sie die heidnische Hexe Circe zwingen kann, Rosalind und Dorcas zu befreien und Harveys Sportler-Freunde wieder in Menschen zu verwandeln. Luzifer spürt Lilith bei Mary auf und überzeugt sie, dass Tante Zelda an Adams Verschwinden beteiligt war. Tante Zelda findet Hilda in der Buchhandlung, wo Hilda sie bittet, sie zu töten. Zelda erschießt Hilda, begräbt sie dann aber in der Kain-Grube, wo sie auferstehen wird. Zelda kehrt nach Hause zurück, wird aber von einer rachsüchtigen Mary Wardwell erschossen. |           |                                                           |                                                 |                        |                                      |
| 27 | 7         | Kapitel siebenundzwanzig: Der Kuss des Judas              | Chapter Twenty-Seven: The Judas Kiss            | Craig William Macneill | Lindsay Calhoon Bring                |
| Während Marie, Prudence und Ambrose sich um Zeldas Körper kümmern. Nimmt Sabrina an der letzten Insignien-Herausforderung teil, bei der es darum geht, Judas 'Silbermünzen zu finden. Blackwood verschwört sich mit den Heiden und rekrutiert die verrückte Agatha, die Dorcas ermordet hat. In der Zwischenwelt begegnen Zelda und Hilda ihrem Bruder Edward, der sie durch ihre Vergangenheit und Zukunft führt. Nach einer Begegnung mit Dracula schafft es Sabrina, die Silbermünzen zu bekommen. Während ihrer Teilnahme an der Herausforderung kommen Blackwood und Agatha im Spellman-Haus an, wo Agatha versehentlich von Prudence getötet wird, die von Blackwood getötet wird. Zelda wacht von den Toten auf und entdeckt, dass Marie tot ist, und wird von Blackwood erstochen. Währenddessen entführen die Heiden Harvey, Roz und Theo und töten Robin und Nicholas. In der Hölle wird Sabrina von Caliban ausgetrickst, der sie neben Luzifer und der schwangeren Lilith in Stein fängt, während die Heiden Harvey ihrem Gott, dem Grünen, opfern. |           |                                                           |                                                 |                        |                                      |
| 28 | 8         | Kapitel achtundzwanzig: Sabrina ist Legende               | Chapter Twenty-Eight: Sabrina Is Legend         | Rob Seidenglanz        | Roberto Aguirre-Sacasa & Daniel King |
| Sabrina wird Jahrzehnte später von ihrem zukünftigen Ich geweckt, das erklärt, dass sie sich in einer Zeitschleife befinden und mit ihr die Plätze tauscht. Herodes, Centurion und Vlad, die ihr Mitteilen, dass Caliban tot ist, nachdem er das Reich der Sterblichen nicht erobert hat. Begleiten sie zurück auf die Erde wo Sabrina entdeckt, dass Ambrose noch lebt und erfährt, dass die Insignien verwendet werden können, um die Magie des Zeit-Eies zu entziehen. es schickt sie zurück zu, bevor Blackwood und die Heiden angriffen. Sabrina rettet ihre Familie und Freunde. Zelda und ihr Zirkel berufen sich auf die Macht der dreifachen Göttin Hekate, um ihre Kräfte wiederherzustellen und Hilda wiederzubeleben, kurz nachdem Sabrina und der Zirkel die Heiden dazu bringen, Mary Wardwell dem Grünen Mann zu opfern. Die Heiden wissen nicht, dass Mary tatsächlich die Hexe Pesta in einem Glimmer ist, und die Hexen töten die Heiden. Nach ihrem Sieg informiert Sabrina ihre Familie, dass sie in der Hölle Geschäfte machen muss. In der Hölle verhindert Sabrina, dass ihr vergangenes Ich von Caliban ausgetrickst wird, und entscheidet, dass die vergangene Sabrina die Königin der Hölle sein kann, während die aktuelle Sabrina auf der Erde lebt, was die Schleife durchbricht und ein Paradoxon schafft. Prudence trennt sich von Ambrose, nachdem sie Dorcas 'Leiche entdeckt hat. Zelda informiert Marie, dass sie jetzt der Orden der Hekate sind und sie küssen sich. Nicholas und Prudence trösten sich wegen ihrer Einsamkeit. Währenddessen lassen Faustus, Agatha, Judas und Judith das Wesen frei, das im Zeit Ei festgehalten wurde, was eine neue Bedrohung für die Hexen und Sterblichen von Greendale darstellt. |           |                                                           |                                                 |                        |                                      |
| Teil 4 |           |                                                           |                                                 |                        |                                      |
| 29 | 9         | Kapitel neunundzwanzig: Gespenstische Dunkelheit          | Chapter Twenty-Nine: The Eldritch Dark          | Jeff Woolnough         | Roberto Aguirre-Sacasa & Gigi Swift  |
| Das erste der Grausig Unheimlichen, die Dunkelheit erscheint in Greendale. Sabrina fühlt sich einsam, da alle ihre Freunde in romantischen Beziehungen stehen. Auf Vorschlag von Hilda stellt Sabrina eine falsche Drohung dar, um die Bande wieder zusammenzubringen. Roz entdeckt durch ihre Schläue, dass es nur ein Trick war. Die Hexen begegnen der Dunkelheit und Sabrina Spellman und Sabrina Morgenstern arbeiten zusammen, um sie mit Hilfe des Zirkels zu besiegen. In der Zwischenzeit wird Ms. Wardwell von Agatha als Mitglied der neuen Kirche von Faustus Blackwood rekrutiert. |           |                                                           |                                                 |                        |                                      |
| 30 | 10        | Kapitel dreißig: Der Ungebetene                           | Chapter Thirty: The Uninvited                   | Alex Pillai            | Katie Avery                          |
| Das nächste Grausig Unheimliche Der Uneingeladene klopft an die Türen der Bewohner von Greendale und tötet diejenigen, die ihn abweisen. Er kommt in Harveys Haus an, aber Roz 'Schläue hilft ihnen zu überleben. Im Schlaf zeichnet Harvey die Unheimlichen. Der Uneingeladene geht in Blackwoods neue Kirche. Blackwood säubert ihn und leitet ihn zur Hochzeit von Tante Hilda und Dr. Cee. Sabrina und Lilith versuchen, Sabrina Morningstar und Caliban vor ihrer Hochzeit zu trennen. Nick und Sabrina weisen den Uneingeladenen ab, der Dorian Gray tötet. Sabrina bringt die Uneingeladenen in die Hölle, um an der königlichen Hochzeit teilzunehmen. Die beiden Sabrinas fangen ihn in ihrem Puppenhaus aus Kindertagen ein. |           |                                                           |                                                 |                        |                                      |
| 31 | 11        | Kapitel einunddreißig: Das Seltsame                       | Chapter Thirty-One: The Weird                   | Lisa Soper             | Jenina Kibuka                        |
| Das dritte Grausig Unheimliche, das Seltsame kommt in Blackwoods Kirche, um Sabrinas Körper zu besitzen. Er besitzt eine Leiche, die in das Spellman-Bestatungsinstitut geschickt wird. Der Weird verlässt den Körper und betritt Sabrina. Prudence, Mambo Marie und Roz bilden die Wächterinnen, ein Trio von Sehern, die nach Grausig Unheimlichen Ausschau halten. Ein neuer Schüler namens Lucas kommt an die Baxter High bei. Das Seltsame beginnt, die Kontrolle über Sabrina zu erlangen. Pesta verrottet Sabrinas Gehirn, so dass das Unheimliche ihren Geist unbewohnbar findet. Ambrose fängt es in einem gefrorenen Wassertank ein. Währenddessen plant Caliban in der Hölle, Liliths Baby zu töten. Er spricht einen Zauber, damit Lilith ihr Baby sofort zur Welt bringt. Der Zirkel hilft bei der Entbindung und schützt danach Lilith und ihren neugeborenen Sohn Adam. |           |                                                           |                                                 |                        |                                      |
| 32 | 12        | Kapitel zweiunddreißig: Der Teufel der Verkehrtheit       | Chapter Thirty-Two: The Imp of the Perverse     | Antonio Negret         | Christianne Hedtke                   |
| Roz sagt Harvey, dass sie eine Hexe und eine Wächterin ist, was eine Neuigkeit ist, die er nicht gut aufnimmt. Das neueste Grausig Unheimliche wird zu Pater Blackwood gebracht. Prudence versucht, Pater Blackwood zu töten, aber er benutzt den Kobold des Perversen, um die Realität zu verändern und sich selbst zum Kaiser zu machen. Sabrina und Roz scheinen von den Veränderungen in der Realität nicht betroffen zu sein. In dieser Realität ist Pater Blackwood Kaiser Blackwood, und alle Hexen wurden zum Staatsfeind Nr. 1 gemacht. Sabrina und Roz versuchen, Ambrose um Hilfe zu bitten, der sie abweist, weil er von der Perversion betroffen ist. Dank Zelda entdecken Sabrina und Rosalind eine Widerstandsgruppe, zu der Hilda, Dr. Cerberus, Lilith und Agatha gehören, die nicht mehr verrückt ist. Ambrose gibt Sabrina den Stein von Omphalos, mit dem sie die Erinnerungen aller wiederherstellen. Sabrina benutzt den Kobold in Form eines Hundes, um die Realität wieder so zu machen, wie sie war. Anschließend präsentieren sie und Rosalind ihre Kampagne als Schülersprecherinnen. Prudence köpft Pater Blackwood und bringt ihn zusammen mit Agatha, die wieder verrückt ist, zur Akademie. |           |                                                           |                                                 |                        |                                      |
| 33 | 13        | Kapitel dreiunddreißig: Deus ex Machina                   | Chapter Thirty-Three: Deus Ex Machina           | Amanda Tapping         | Eleanor Jean                         |
| Das Himmlische Reich gibt dem Reich der Lebenden die Möglichkeit, ihre Probleme zu lösen, andernfalls muss eine der Sabrinas beseitigt werden. An der Baxter High sind Roz und Sabrina Schülersprecherinnen geworden. Nick besucht die High School, um Sabrina davon zu überzeugen, wieder mit ihm zusammen zu kommen. Ein Erdbeben ereignet sich und transportiert zwei sterbliche Schüler in die Hölle. Theo trennt sich von Robin und fordert ihn auf, mit anderen Kobolden ins Feenreich zu gehen. Prudence und Roz finden Blackwoods Leiche und foltern sie, um ihn dazu zu bringen, Informationen über die Unheimlichen preiszugeben, aber ohne Erfolg. In der Akademie entdeckt Mambo Marie, dass das Höllenreich und das Sterbliche Reich verschmelzen und jeder erfährt von den beiden Sabrinas. Nick und Sabrina versöhnen sich. Metatron, ein Engel, versucht, die beiden Sabrinas zusammenzuführen, wird jedoch von Ambrose gestoppt, da drei neue Welt auf dem Weg sind, mit ihrer Welt zusammenzustoßen. Als endgültige Lösung geht Sabrina Morgenstern auf die andere Erde. Im Paralleluniversum begegnet Sabrina Tante Hilda und Tante Zelda aus der 1996er Serie Sabrina – Total Verhext!. Lilith tötet Adam, als Luzifer droht, ihn wegzunehmen. Er verflucht sie mit Menschlichkeit, macht sie zu einer Sterblichen und nimmt ihr die Kräfte. |           |                                                           |                                                 |                        |                                      |
| 34 | 14        | Kapitel vierunddreißig: Die Wiedergänger                  | Chapter Thirty-Four: The Returned               | Catriona McKenzie      | Oanh Ly & Ross Maxwell               |
| Sabrina Spellman macht sich Sorgen um Sabrina Morningstar und Nick tröstet sie. Lilith gibt vor Hilda eine Puppe als Adam aus, damit der Zirkel sie weiterhin unterstützt. Zeldas alter Hund, Essig Tom, kehrt zurück, aber Hilda behauptet, er sei gestorben. Mambo Marie sagt, es sei das nächste Grausig Unheimliche, Die Wiedergänger, die von den Toten zurückkommen. Sie spielt ein Spiel mit Lazarus, um das Unheimliche zu besiegen. Währenddessen kehrt an der Baxter High eine Band aus den 80ern namens Satanic Panic zurück. Mr. Kinkle sagt Harvey, dass sie eine Schülerin namens Peggy getötet haben. Edward Spellman kehrt in sein Haus zurück und hat einen Ausbruch, nachdem Sabrina versucht, sich mit ihm zu unterhalten. Dorcas kehrt zurück und versucht Agatha zu töten, wird aber von Prudence unterbrochen. Dr. Cees Mutter kehrt ebenfalls zurück und versucht Hilda zu töten. Lilith bittet Caliban, für sie den Speer des Longinus zu finden, die einzige Waffe, die sie töten kann. Zelda hält Lilith davon ab, sich selbst zu erstechen und erzählt ihr von Den Wiedergängern. Baxter High führt einen Kampf der Bands aus, um Mr. Kinkle zu befreien, der von Satanic Panic gefangen genommen wurde. The Dark Mothers, eine Band aus Sabrina, Nick, Prudence und Ambrose, gewinnt. Robin und Theo versöhnen sich. Lazarus gewinnt das Spiel, aber Lilith ersticht ihn mit dem Speer. Marie verspricht ihr eine Belohnung. Marie verlässt Greendale und enthüllt Zelda ihre wahre Identität. Die Wiedergänger kehren zu ihren Gräbern zurück und Greendale wird vor einem weiteren Unheimlichen gerettet. |           |                                                           |                                                 |                        |                                      |
| 35 | 15        | Kapitel fünfunddreißig: Die unendliche Geschichte         | Chapter Thirty-Five: The Endless                | Kevin Sullivan         | Donna Thorland & Matthew Barry       |
| Sabrina Morgenstern erreicht das Paralleluniversum und trifft die Tanten Hilda und Zelda aus der 1996er Serie Sabrina – Total Verhext!. Sie sind Schauspieler in einer beliebten TV-Sitcom unter der Regie von Blackwood, wobei der Hauptstar Salem ist. Sie dürfen nur drei Fehler machen, bevor sie in den Grünen Raum geschickt werden. Sabrina entdeckt, dass sie ihre Kräfte verloren hat. Sie bemerkt, dass ihr Schlafzimmerspiegel fehlt und bittet Salem, sich danach zu erkundigen. Sabrina hat ihren ersten Tag am Set und findet heraus, dass die Tanten aus der Netflix-Serie Lichtdouble sind. Harvey und Sabrina filmen einen Kuss, was darauf hinweist, dass Roz nicht seine Freundin ist. In der Nach spielt Harvey die Serie für Sabrina und sie erkennt, dass ihre realen Momente als Szenen enthalten sind. Als sie in den mysteriösen Grüne Raum geht, findet sie Ambrose. Er sagt ihr, Salem sei ein Grausig Unheimliches, das Endlose. Sabrina entdeckt, dass die Dinge, die als Teil von Szenen passieren, wirklich den Akteuren des Paralleluniversums passieren. Sie trifft Caliban, der ihr sagt, dass er eine Leere für das Set des nächsten Tages macht. Sie spricht mit dem Chefautor Salem selbst und erklärt, dass das andere Grausig Unheimliche, Die Leere, dieses Reich zerstören wird. Zusammen entkommen sie Angriffen der Crew, die heimlich Diener Der Leere waren, und stürzen durch den Schlafzimmerspiegel in das Reich der Lebenden. |           |                                                           |                                                 |                        |                                      |
| 36 | 16        | Kapitel sechsunddreißig: Berge des Wahnsinns              | Chapter Thirty-Six: At the Mountains of Madness | Rob Seidenglanz        | Roberto Aguirre-Sacasa               |
| In Fortsetzung der letzten Episode erzählt Ms. Wardwell einer Kirche die Grausigen-Evangelien. Nick gibt Sabrina Spellman ein Medaillon, das mit Fotos von ihnen übereinstimmt. Während sie sich in ihrem Schlafzimmer küssen, fällt Sabrina Morgenstern durch den Spiegel und sagt ihre letzten Worte, eine Warnung vor Der Leere. Ambrose liefert Nachrichten über das Verschwinden des Kosmos. Sabrina geht in die Leere und öffnet die Büchse der Pandora, um das letzte Grausig Unheimliche zu fangen. Zurück in Greendale bringen besorgte Hexen Sabrinas Geist in Sabrina Morgensterns Körper zurück, was Luzifer verärgert. Sabrina feiert ihren 17. Geburtstag. Die Dinge verschwinden immer wieder und sie merkt, dass ein Stück Der Leere in ihr ist. Um ihre Lieben zu beschützen, geht sie weit weg in die Berge des Wahnsinns. Währenddessen ersticht Lilith in der Hölle Luzifer und gewinnt ihre Kräfte zurück, indem sie sein Blut trinkt. Blackwood schließt sich mit Sabrina zusammen, um ihr zu helfen, die Leere in sich zu kontrollieren. Nick benutzt das Medaillon, um Sabrinas Leiche in Der Leere zu lokalisieren und zurückzubringen. Wochen später versammeln sich alle in den Bergen, betrügen Blackwood und machen ihn blind. Sie bluten Sabrina aus, um ein Portal zu Der Leere zu öffnen. Ambrose, Harvey und Nick betreten das Portal. Nach Ambrose und Harvey kehrt Nick gerade noch rechtzeitig zurück, als das Portal geschlossen wird, nachdem er den von Sabrina gestarteten Prozess abgeschlossen hat. Er versucht Sabrina zu wecken, nur um herauszufinden, dass sie gestorben ist. Eine Beerdigung findet statt. Sabrina betritt das süße Jenseits, ist aber schockiert, als Nick sich ihr anschließt, als sich herausstellt, dass er im Meer der Trauer ertrunken ist und merkt, dass er ohne Sabrina nicht leben könnte. Sie vereinen sich unter Tränen und küssen sich. |           |                                                           |                                                 |                        |                                      |